# Jimmy Miller
Pour les articles homonymes, voir James Miller, Jim Miller et Miller.
Jimmy Miller, né à New York le 23 mars 1942 et mort le 22 octobre 1994, est un producteur américain de musique rock. Il produisit nombre d'albums rock importants des années 1960 et 1970. 

## Biographie
Jimmy Miller travailla d'abord avec Steve Winwood, enregistrant ainsi avec le Spencer Davis Group, puis Traffic et Blind Faith, avant de travailler avec les Rolling Stones (tous leurs albums entre Beggars Banquet et Goats Head Soup), puis avec les Plasmatics et Motörhead. Parmi ses dernières productions, on compte deux titres sur l'album Screamadelica de Primal Scream en 1991. Ce dernier groupe l'avait engagé afin de produire les chansons qui rendaient hommage à son travail sur les Rolling Stones.
Miller était également un percussionniste réputé pour un son de batterie particulier, notamment avec les Rolling Stones. Il joua des percussions sur certains de leurs enregistrements, dont la fameuse cloche de vache en introduction de Honky Tonk Women et la batterie sur You Can't Always Get What You Want. Ce qui comptait le plus pour Jimmy Miller était qu'un enregistrement sonne, à la fois, comme il le sentait et comme le groupe pensait qu'il devait sonner, plutôt que d'essayer de parvenir à la meilleure production possible. Si une chanson nécessitait que les voix soient enfouies dans le mix, alors il le faisait, même si cela rendait le morceau non diffusable sur les radios AM de l'époque. Exile on Main Street des Rolling Stones est le meilleur exemple de cette démarche. À ce jour, de nombreux critiques citent Exile on Main Street comme l'un des meilleurs albums de rock jamais réalisé.
Les Rolling Stones ont cessé leur collaboration avec Miller après leur album Goats Head Soup de 1973, très probablement en raison de son addiction à l'héroïne dont il ne put se défaire jusqu'à sa mort. Mais nombre de ceux qui ont travaillé avec lui gardent des souvenirs positifs, tel Eddie Kramer (qui seconda également, Shel Talmy, autre grand producteur « anglais » venu des États-Unis) qui a déclaré : « (Jimmy) était un génie et un être humain merveilleux. Il avait cette faculté stupéfiante de prendre un groupe de musiciens, de les faire répéter, de les mettre dans le studio et de les rendre tellement passionnés par ce qu'ils faisaient, et faire que tout semblait être un grand jeu. J'ai réalisé que c'était de cette manière que les disques devaient être produits. Jimmy était un catalyseur formidable... »